# 가브리엘 비달
가브리엘 비달 노바(스페인어: Gabriel Vidal Nova, 1969년 10월 5일, 발레아레스 제도 팔마 데 마요르카 ~)는 스페인의 전직 축구 선수로, 현역 시절 미드필더로 활약했다.

## 클럽 경력
발레아레스 제도 팔마 데 마요르카 출신인 비달은 현역으로 16년을 활약하면서 대부분을 마요르카에서 보냈고, 1989년부터 1992년까지 라 리가에서 활약하면서 1991년에 코파 델 레이 결승전에 진출하기도 했다. 그는 1989년 9월 3일에 0-1로 패한 오사수나와의 원정 경기에서 63분에 교체 투입되어 1군 신고식을 치렀다.
비달은 프로 문대에서 레가네스와 헤타페 소속으로도 활약했었고, 2004년에 아마추어 구단 아틀레티코 발레아레스에서 34세로 현역 은퇴를 선언했다.

## 국가대표팀 경력
비달은 바르셀로나에서 열린 1992년 하계 올림픽에서 스페인 선수단 일원으로 금메달을 획득했다.

## 수상

### 클럽
마요르카
- 코파 델 레이 준우승: 1990–91[1]

### 국가대표팀
스페인 U-23
- 하계 올림픽: 1992[4]

스페인 U-16
- 유럽 U-16 선수권 대회: 1986